# Four Kicks
Four Kicks is een nummer van de Amerikaanse rockband Kings of Leon uit 2005. Het is de tweede single van hun tweede studioalbum Aha Shake Heartbreak.
Het korte nummer flopte in thuisland de Verenigde Staten, maar werd wel een bescheiden hit op de Britse eilanden. "Four Kicks" bereikte de 24e positie in het Verenigd Koninkrijk. In het Nederlandse taalgebied bereikte de plaat geen enkele hitlijst.

## Tracklijst
CD and 7-inch vinyl
1. "Four Kicks" – 2:08
2. "Head to Toe" – 2:04

10-inch vinyl
1. "Four Kicks" – 2:08
2. "Four Kicks" (live in België) – 2:41
3. "Razz" (dub mix) – 3:11